# Little Saint James (Ilhas Virgens Americanas)
Little Saint James é uma ilha privada das Ilhas Virgens Americanas, na costa de St. Thomas, e pertence ao subdistrito East End, Saint Thomas. A ilha de 70-78 acres (28-32 ha) era de propriedade do financista americano e condenado por abuso sexual infantil Jeffrey Epstein de 1998 até sua morte em 2019. Durante a propriedade de Epstein, a ilha adquiriu apelidos locais como "Ilha do Pecado" e "Ilha da Pedofilia", pois era alegadamente um local onde ocorriam abuso sexual de meninas menores de idade.

## Propriedade

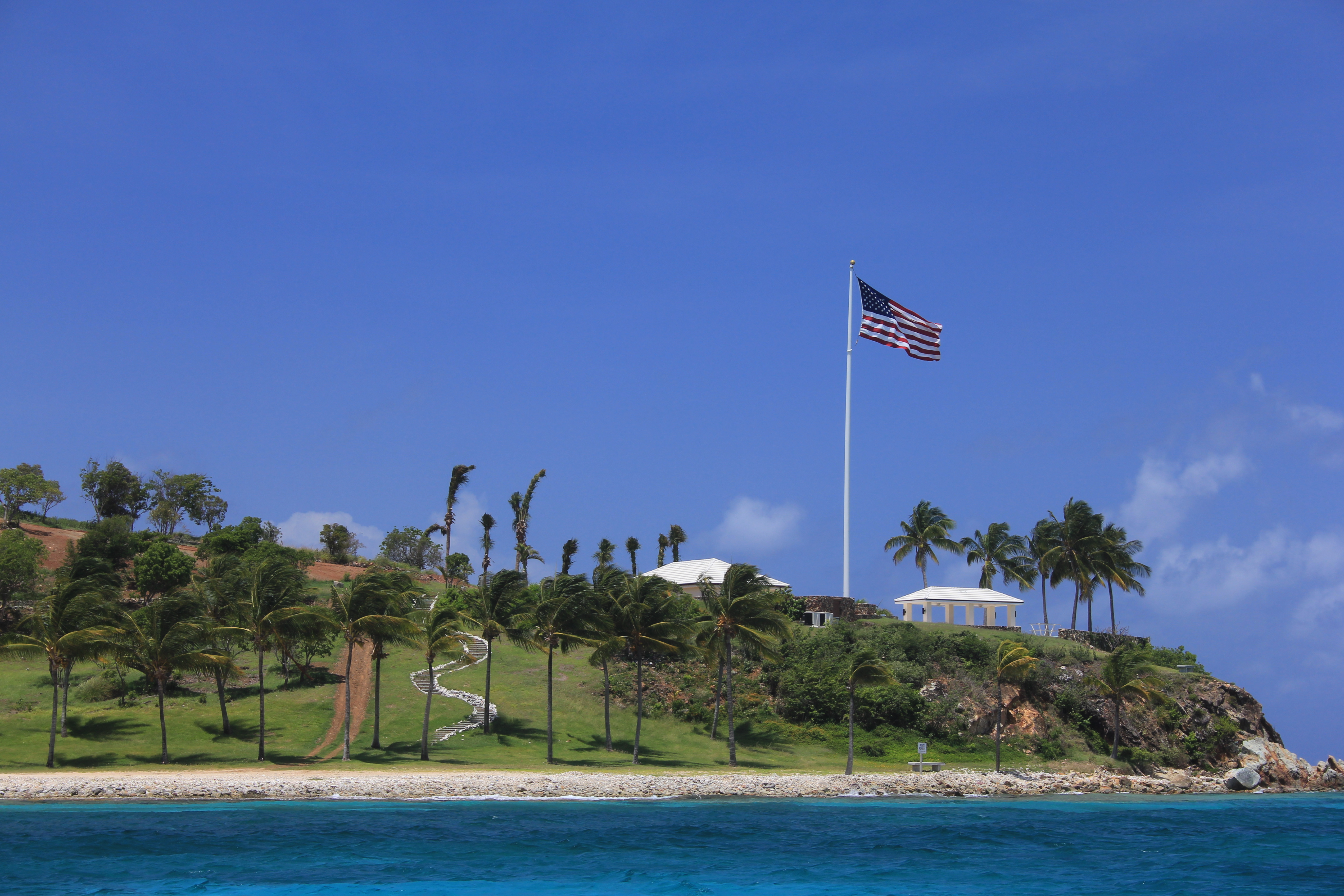
Ilha de Little Saint James nas Ilhas Virgens, enquanto pertencente a Jeffrey Epstein

Em 1997, Little St. James era de propriedade do capitalista de risco Arch Cummin e estava à venda por 10,5 milhões de dólares. Em abril de 1998, uma empresa chamada LSJ LLC comprou a ilha por 7,95 milhões de dólares e documentos mostraram que Jeffrey Epstein era o único membro da LSJ Em 2019, a ilha foi avaliada em 63.874.223 dólares. A ilha era a residência principal de Epstein e ele chamou a ilha de "Little St. Jeff". A casa principal da ilha foi reformada por Edward Tuttle, designer dos Aman Resorts. Em 2008, a propriedade de Epstein em Little Saint James tinha setenta funcionários. Segundo um ex-funcionário, Epstein insistiu no sigilo de seus funcionários.
Em 1997, a ilha possuía uma casa principal, três casas de hóspedes, uma casa de caseiro, um sistema de dessalinização privado, um heliporto e uma doca. Em 2015, a ilha tinha uma biblioteca, balneário japonês, cinema, lagoa e cabanas. Além disso, há também um edifício em forma de caixa com listras azuis. O objetivo desta construção não é claro, pois se desvia substancialmente dos planos para o pavilhão musical que foram submetidos à aprovação em 2010 pelos arquitetos de Epstein. O edifício original nos planos era de uma pegada octogonal, de seção retangular e tinha duas salas laterais que se estendiam das paredes externas — também tinha uma perspectiva muito mais baixa, e a cúpula se estendia do octógono até os telhados dos edifícios laterais. O edifício que acabou sendo construído era muito mais alto, na forma de um cubo, e não tinha salas laterais. A cúpula também estava bem dentro da área ocupada pelo cubo, e o edifício não tinha nenhum dos acabamentos propostos aplicados às paredes, nem deveria ser construído com materiais desses planos, a saber, pedra.[carece de fontes?]

## Visitantes
Os documentos do tribunal alegam que os visitantes incluíam "políticos americanos proeminentes, poderosos executivos de negócios, presidentes estrangeiros, um primeiro ministro conhecido e outros líderes mundiais". Segundo os registros de voo, o príncipe André, Duque de Iorque, fez pelo menos uma visita a bordo do jato particular de Epstein na ilha, embora ex-funcionários tenham alegado que ele visitou Little St. James várias vezes. Segundo um ex-funcionário, os modelos da Victoria's Secret estavam entre os convidados que ele viu lá, e Les Wexner visitou a ilha pelo menos uma vez.
Em março de 2006, antes que Epstein fosse acusado de atividade sexual ilegal com um menor, Stephen Hawking visitou a ilha com um grupo de físicos, cosmólogos e teóricos de partículas, incluindo três ganhadores do Nobel e especialistas em gravidade, matéria escura e teoria das cordas. Todos foram convidados a participar de uma conferência financiada por Epstein. Uma fotografia de março de 2006 em Little St. James mostra Hawking, David Gross e Lisa Randall em um churrasco durante a conferência. Outros visitantes incluem Gerardus 't Hooft, Frank Wilczek, Lawrence Krauss e Martin Nowak. Krauss disse que a maior parte da conferência ocorreu na ilha vizinha de St. Thomas, mas Epstein deu uma festa em Little St. James.
É relatado que Bill Clinton visitou Little St. James. Segundo o The Independent, Clinton voou no jato particular de Epstein para Little St. James em várias ocasiões entre 2002 e 2005. Segundo a Newsweek, Bill Clinton esteve no Little St. James como parte do círculo de Epstein. Virginia Roberts, mais tarde conhecida como Virginia Giuffre, afirma em uma ação judicial que ela foi atraída para um círculo de tráfico sexual dirigido por Epstein e, enquanto viajava com Epstein, viu Clinton na ilha. Em uma conversa de 2011 com seus advogados, Roberts afirmou que Clinton viajou para o retiro de Epstein em Little St. James em 2002. Uma solicitação da Lei da Liberdade de Informação para registros de visitas do Serviço Secreto que Clinton pode ter feito a Little St. James não produziu tais evidências. Segundo os registros de voo de Epstein, Clinton nunca voou perto das Ilhas Virgens Americanas. Em julho de 2019, um porta-voz de Clinton emitiu um comunicado dizendo que Clinton nunca visitou a ilha.
Segundo a revista People, David Copperfield propôs a Claudia Schiffer em Little St. James, três meses depois de conhecê-la em 1993.

## Abuso sexual
Segundo o The Independent, "a ilha de Epstein desenvolveu uma reputação de depravação, e é alegado que meninas menores de idade foram obrigadas a participar de orgias em Little St. James". Ele adquiriu apelidos como "Ilha do Pecado", "Ilha da Pedofilia", e "Ilha das Orgias".
Segundo os advogados das supostas vítimas de Epstein, Little St. James é onde muitos dos piores crimes contra menores foram cometidos por Epstein e amigos que viajaram para lá com ele. Documentos do tribunal alegam que Virginia Roberts, de dezoito anos, foi forçada por Epstein a fazer sexo com o príncipe André em três ocasiões — em Londres, Nova Iorque, e como parte de uma orgia em Little St. James. O Palácio de Buckingham negou esta alegação. Um advogado de Epstein descreveu as alegações de orgias de Roberts como "antigas e desacreditadas".